# Fulham Football Club 2009-2010
Questa voce raccoglie tutte le informazioni riguardanti il Fulham Football Club nelle competizioni ufficiali della stagione 2009-2010.

## Rosa
| N. |                             | Ruolo | Calciatore              |
| -- | --------------------------- | ----- | ----------------------- |
| 1  | Australia (bandiera)        | P     | Mark Schwarzer          |
| 2  | Irlanda (bandiera)          | D     | Stephen Kelly           |
| 3  | Inghilterra (bandiera)      | D     | Paul Konchesky          |
| 4  | Ghana (bandiera)            | D     | John Paintsil           |
| 5  | Norvegia (bandiera)         | D     | Brede Hangeland         |
| 6  | Irlanda del Nord (bandiera) | D     | Chris Baird             |
| 7  | Corea del Sud (bandiera)    | A     | Seol Ki-Hyeon           |
| 8  | Inghilterra (bandiera)      | A     | Andy Johnson            |
| 10 | Norvegia (bandiera)         | A     | Erik Nevland            |
| 11 | Ungheria (bandiera)         | C     | Zoltán Gera             |
| 12 | Inghilterra (bandiera)      | P     | David Stockdale         |
| 13 | Inghilterra (bandiera)      | C     | Danny Murphy (capitano) |
| 14 | Iran (bandiera)             | C     | Andranik Teymourian     |
| 15 | Senegal (bandiera)          | A     | Diomansy Kamara         |
| 16 | Irlanda (bandiera)          | C     | Damien Duff             |

| N. |                              | Ruolo | Calciatore                   |
| -- | ---------------------------- | ----- | ---------------------------- |
| 17 | Norvegia (bandiera)          | C     | Bjørn Helge Riise            |
| 18 | Irlanda del Nord (bandiera)  | D     | Aaron Hughes (vice capitano) |
| 19 | Svizzera (bandiera)          | P     | Pascal Zuberbühler           |
| 20 | Nigeria (bandiera)           | C     | Dickson Etuhu                |
| 21 | Stati Uniti (bandiera)       | A     | Eddie Johnson                |
| 23 | Stati Uniti (bandiera)       | C     | Clint Dempsey                |
| 25 | Trinidad e Tobago (bandiera) | A     | Bobby Zamora                 |
| 26 | Inghilterra (bandiera)       | D     | Chris Smalling               |
| 27 | Inghilterra (bandiera)       | C     | Jonathan Greening            |
| 29 | Galles (bandiera)            | C     | Simon Davies                 |
| 33 | Finlandia (bandiera)         | D     | Toni Kallio                  |
| 34 | Sudafrica (bandiera)         | C     | Kagiso Dikgacoi              |
| 35 | Svezia (bandiera)            | A     | David Elm                    |
| 37 | Inghilterra (bandiera)       | C     | Matthew Briggs               |
| 31 | Filippine (bandiera)         | P     | Neil Etheridge               |

## Calciomercato

### Sessione invernale
| Acquisti         | Acquisti         | Acquisti         | Acquisti         |
| R.               | Nome             | da               | Modalità         |
| Altre operazioni | Altre operazioni | Altre operazioni | Altre operazioni |
| R.               | Nome             | da               | Modalità         |
| ---------------- | ---------------- | ---------------- | ---------------- |

| Cessioni         | Cessioni        | Cessioni | Cessioni |
| R.               | Nome            | a        | Modalità |
| ---------------- | --------------- | -------- | -------- |
| P                | David Stockdale | Plymouth | prestito |
| Altre operazioni |                 |          |          |
| R.               | Nome            | a        | Modalità |

## Risultati

### Premier League

#### Girone di andata
| Arbitro: | Atkinson |

|  |           |            |
|  | Marcatori | 13’ Zamora |

| Arbitro: | Attwell |

|                              |           |  |
| Nevland 43’ Dempsey 67’, 88’ | Marcatori |  |

| Arbitro: | Marriner |

|  |           |                       |
|  | Marcatori | 38’ Drogba 76’ Anelka |

| Arbitro: | Bennett |

|                                   |           |  |
| Paintsil 3’ (aut.) Agbonlahor 59’ | Marcatori |  |

| Arbitro: | Walton |

|                        |           |            |
| Konchesky 57’ Duff 79’ | Marcatori | 33’ Cahill |

| Arbitro: | Friend |

|                       |           |                   |
| Doyle 18’ Edwards 50’ | Marcatori | 66’ (rig.) Murphy |

| Arbitro: | Atkinson |

|  |           |                |
|  | Marcatori | 52’ van Persie |

| Arbitro: | Dowd |

|                          |           |                            |
| Cole 16’ Stanislas 90+2’ | Marcatori | 47’ (rig.) Murphy 57’ Gera |

| Arbitro: | Marriner |

|                       |           |  |
| Zamora 43’ Kamara 64’ | Marcatori |  |

| Arbitro: | Friend |

|                        |           |                      |
| Lescott 53’ Petrov 60’ | Marcatori | 62’ Duff 68’ Dempsey |

| Arbitro: | Mason |

|                                    |           |            |
| Zamora 24’ Nevland 73’ Dempsey 87’ | Marcatori | 42’ Torres |

| Arbitro: | Dowd |

|           |           |                    |
| Boyce 13’ | Marcatori | 39’ (rig.) Dempsey |

| Arbitro: | Foy |

|            |           |  |
| Bowyer 16’ | Marcatori |  |

| Arbitro: | Bennett |

|          |           |             |
| Duff 75’ | Marcatori | 35’ Klasnić |

| Arbitro: | Dean |

|           |           |  |
| Zamora 7’ | Marcatori |  |

| Arbitro: | Jones |

|             |           |            |
| Elliott 60’ | Marcatori | 50’ Zamora |

| Arbitro: | Clattenburg |

|                                      |           |                      |
| Şanlı 12’ Diagne-Faye 34’ Sidibe 37’ | Marcatori | 61’ Duff 85’ Dempsey |

| Arbitro: | Webb |

|                                |           |  |
| Murphy 21’ Zamora 45’ Duff 74’ | Marcatori |  |

| Londra 26 dicembre 2009, ore 13:00 UTC+0 19ª giornata | Fulham  | 0 – 0 referto | Tottenham | Craven Cottage (25 679 spett.)\| Arbitro: \| Bennett \| |
| Arbitro:                                              | Bennett |               |           |                                                         |

#### Girone di ritorno
| Arbitro: | Marriner |

|                                |           |         |
| Drogba 72’ Smalling 74’ (aut.) | Marcatori | 3’ Gera |

| Arbitro: | Taylor |

|              |           |  |
| Greening 74’ | Marcatori |  |

| Arbitro: | Friend |

|                      |           |  |
| Samba 25’ Nelsen 54’ | Marcatori |  |

| Arbitro: | Dean |

|                        |           |  |
| Crouch 27’ Bentley 60’ | Marcatori |  |

| Arbitro: | Mason |

|  |           |                     |
|  | Marcatori | 40’, 44’ Agbonlahor |

| Bolton 6 febbraio 2010, ore 15:00 UTC+0 25ª giornata | Bolton      | 0 – 0 referto | Fulham | Reebok Stadium (22 289 spett.)\| Arbitro: \| Clattenburg \| |
| Arbitro:                                             | Clattenburg |               |        |                                                             |

| Arbitro: | Bennett |

|                               |           |  |
| Murphy 23’ Elm 31’ Zamora 54’ | Marcatori |  |

| Arbitro: | Dowd |

|                     |           |                 |
| Duff 59’ Zamora 90’ | Marcatori | 3’ (aut.) Baird |

| Sunderland 28 febbraio 2010, ore 15:00 UTC+0 28ª giornata | Sunderland | 0 – 0 referto | Fulham | Stadium of Light (40 192 spett.)\| Arbitro: \| Atkinson \| |
| Arbitro:                                                  | Atkinson   |               |        |                                                            |

| Arbitro: | Walton |

|  |           |                 |
|  | Marcatori | 83’ Etherington |

| Arbitro: | Jones |

|                              |           |  |
| Rooney 45’, 83’ Berbatov 88’ | Marcatori |  |

| Arbitro: | Probert |

|                   |           |                         |
| Murphy 75’ (rig.) | Marcatori | 7’ Santa Cruz 36’ Tévez |

| Arbitro: | Foy |

|                              |           |  |
| Bullard 16’ (rig.) Fagan 48’ | Marcatori |  |

| Arbitro: | Clattenburg |

|                         |           |              |
| Okaka 47’ Hangeland 58’ | Marcatori | 34’ Scotland |

| Liverpool 11 aprile 2010, ore 15:00 UTC+1 34ª giornata | Liverpool | 0 – 0 referto | Fulham | Anfield (42 331 spett.)\| Arbitro: \| Marriner \| |
| Arbitro:                                               | Marriner  |               |        |                                                   |

| Londra 17 aprile 2010, ore 15:00 UTC+1 35ª giornata | Fulham | 0 – 0 referto | Wolverhampton | Craven Cottage (25 597 spett.)\| Arbitro: \| Dean \| |
| Arbitro:                                            | Dean   |               |               |                                                      |

| Arbitro: | Mason |

|                                               |           |             |
| Chris Smalling 50’ (aut.) Arteta 90+4’ (rig.) | Marcatori | 36’ Nevland |

| Arbitro: | Marriner |

|                                       |           |                       |
| Dempsey 45’ Cole 58’ (aut.) Okaka 79’ | Marcatori | 61’ Cole 90+2’ Franco |

| Arbitro: | Jones |

|                                                       |           |  |
| Arshavin 20’ van Persie 26’ Baird 37’ (aut.) Vela 83’ | Marcatori |  |

### FA Cup
| Arbitro: | Taylor |

|            |           |  |
| Zamora 16’ | Marcatori |  |

| Arbitro: | Attwell |

|           |           |                               |
| Symes 25’ | Marcatori | 21’ Nevland 59’ Duff 80’ Gera |

| Arbitro: | Wiley |

|                                          |           |  |
| Davies 22’ Zamora 41’ Duff 73’ Okaka 79’ | Marcatori |  |

| Londra 6 marzo 2010, ore 18:20 CET Sesto turno | Fulham      | 0 – 0 | Tottenham | Craven Cottage\| Arbitro: \| Clattenburg \| |
| Arbitro:                                       | Clattenburg |       |           |                                             |

| Arbitro: | Atkinson |

|                                            |           |            |
| Bentley 47’ Pavljučenko 60’ Guðjohnsen 66’ | Marcatori | 17’ Zamora |

### Football League Cup
| Arbitro: | Attwell |

|                      |           |          |
| Barry 52’ Touré 111’ | Marcatori | 34’ Gera |

### Europa League
| Arbitro: | Stuchlik |

|  |           |                                                |
|  | Marcatori | 45’ Zamora 57’ (rig.) Murphy 85’ Seol Ki-hyeon |

| Arbitro: | Vad |

|                            |           |  |
| Etuhu 57’ Johnson 80’, 84’ | Marcatori |  |

| Arbitro: | Proença |

|                                   |           |            |
| Johnson 4’ Dempsey 51’ Zamora 75’ | Marcatori | 77’ Grišin |

| Arbitro: | Strömbergsson |

|           |           |  |
| Kušev 90’ | Marcatori |  |

| Arbitro: | Čeferin |

|            |           |            |
| Michel 62’ | Marcatori | 65’ Kamara |

| Arbitro: | Weiner |

|            |           |  |
| Murphy 57’ | Marcatori |  |

| Arbitro: | Allaerts |

|               |           |                 |
| Hangeland 24’ | Marcatori | 90+3’ Andreolli |

| Arbitro: | Blom |

|                     |           |                   |
| Riise 69’ Okaka 76’ | Marcatori | 19’ (rig.) Kamara |

| Arbitro: | Balaj |

|          |           |  |
| Gera 15’ | Marcatori |  |

| Arbitro: | Johannesson |

|                              |           |                          |
| Frei 64’ (rig.) Streller 87’ | Marcatori | 42’, 45’ Zamora 77’ Gera |

| Arbitro: | Gumienny |

|                    |           |                  |
| Gera 3’ Zamora 63’ | Marcatori | 32’ Luiz Adriano |

| Arbitro: | Moen |

|            |           |               |
| Jádson 69’ | Marcatori | 33’ Hangeland |

| Arbitro: | Meyer |

|                                               |           |           |
| Legrottaglie 9’ Zebina 25’ Salihamidžić 45+3’ | Marcatori | 36’ Etuhu |

| Arbitro: | Kuipers |

|                                            |           |              |
| Zamora 9’ Gera 39’, 48’ (rig.) Dempsey 82’ | Marcatori | 2’ Trezeguet |

| Arbitro: | Skomina |

|                     |           |             |
| Zamora 59’ Duff 63’ | Marcatori | 89’ Madlung |

| Arbitro: | Kassai |

|  |           |           |
|  | Marcatori | 1’ Zamora |

| Amburgo 22 aprile 2010, ore 21:05 CEST Semifinali - Andata | Amburgo | 0 – 0 referto | Fulham | HSH Nordbank Arena\| Arbitro: \| Larsen \| |
| Arbitro:                                                   | Larsen  |               |        |                                            |

| Arbitro: | Çakır |

|                     |           |            |
| Davies 69’ Gera 76’ | Marcatori | 22’ Petrić |

| Arbitro: | Rizzoli |

|                  |           |            |
| Forlán 32’, 116’ | Marcatori | 37’ Davies |

## Statistiche
Statistiche aggiornate al 9 maggio 2010.

### Statistiche di squadra
| Competizione        | Punti | In casa | In casa | In casa | In casa | In casa | In casa | In trasferta | In trasferta | In trasferta | In trasferta | In trasferta | In trasferta | Totale | Totale | Totale | Totale | Totale | Totale | DR  |
| Competizione        | Punti | G       | V       | N       | P       | Gf      | Gs      | G            | V            | N            | P            | Gf           | Gs           | G      | V      | N      | P      | Gf     | Gs     | DR  |
| ------------------- | ----- | ------- | ------- | ------- | ------- | ------- | ------- | ------------ | ------------ | ------------ | ------------ | ------------ | ------------ | ------ | ------ | ------ | ------ | ------ | ------ | --- |
| Premier League      | 46    | 19      | 11      | 3       | 5       | 27      | 15      | 19           | 1            | 7            | 11           | 12           | 31           | 38     | 12     | 10     | 16     | 39     | 46     | -7  |
| FA Cup              | -     | 3       | 2       | 1       | 0       | 5       | 0       | 2            | 1            | 0            | 1            | 4            | 4            | 5      | 3      | 1      | 1      | 9      | 4      | +5  |
| Football League Cup | -     | -       | -       | -       | -       | -       | -       | 1            | 0            | 0            | 1            | 1            | 2            | 1      | 0      | 0      | 1      | 1      | 2      | -1  |
| Europa League       | -     | 9       | 8       | 1       | 0       | 19      | 6       | 10           | 3            | 3            | 4            | 12           | 12           | 19     | 11     | 4      | 4      | 31     | 18     | +13 |
| Totale              | -     | 31      | 21      | 5       | 5       | 51      | 21      | 32           | 5            | 10           | 17           | 29           | 49           | 63     | 26     | 15     | 22     | 80     | 70     | +10 |